# Плаус
Плаус (итал. Plaus) је насеље у Италији у округу Болцано, региону Трентино-Јужни Тирол.
Према процени из 2011. у насељу је живело 490 становника. Насеље се налази на надморској висини од 514 м.

## Становништво
Према резултатима пописа становништва 2011. у општини је живело 692 становника.
| 1931. | 1936. | 1951. | 1961. | 1971. | 1981. | 1991. | 2001. | 2011. |
| ----- | ----- | ----- | ----- | ----- | ----- | ----- | ----- | ----- |
| 238   | 236   | 248   | 290   | 289   | 353   | 380   | 547   | 692   |